# Những thuyết âm mưu về cái chết của Diana, Vương phi xứ Wales

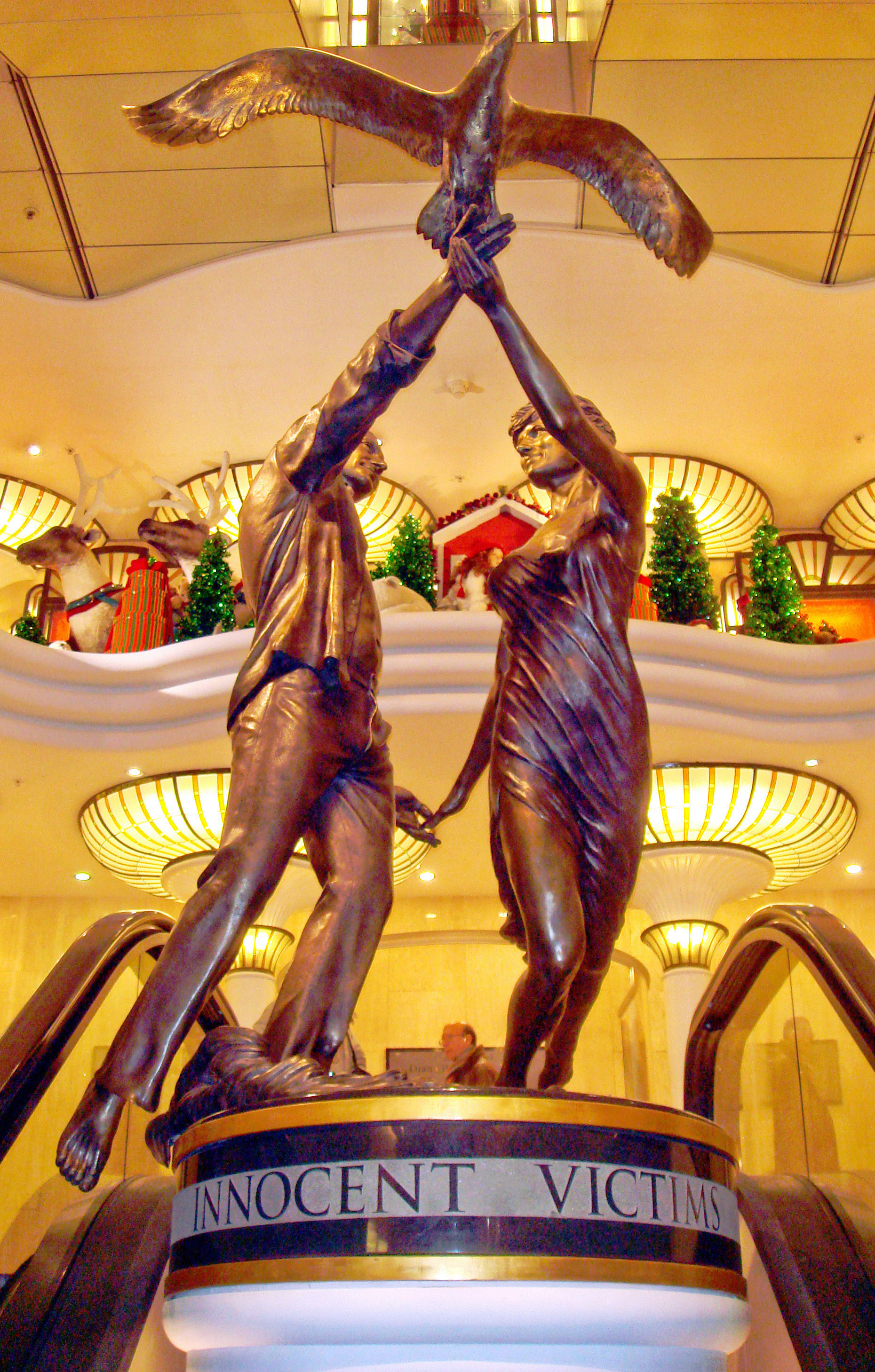
Tượng Những Nạn nhân Vô tội, một trong hai đài tưởng niệm trước đây được trưng bày ở Harrods

Sau năm 1998, người ta cho rằng cái chết của Diana, Vương phi xứ Wales đã được sắp đặt từ trước, xoay xung quanh một âm mưu tội phạm. Các cuộc điều tra chính thức ở cả Anh và Pháp đã kết luận rằng Diana chết giống như truyền thông đưa tin sau vụ tai nạn xe hơi chết người ở Paris vào ngày 31 tháng 8 năm 1997. Năm 1999, một cuộc điều tra của Pháp kết luận rằng Diana đã chết do một vụ va chạm. Điều tra viên người Pháp, Thẩm phán Hervé Stephan, kết luận rằng những thợ săn ảnh đã cách xa chiếc Mercedes S280 chở Diana khi xảy ra va chạm và vì vậy không phải chịu trách nhiệm. Sau khi nghe bằng chứng tại cuộc điều tra ở Anh, một bồi thẩm đoàn vào năm 2008 đã đưa ra phán quyết rằng tài xế Henri Paul và các thợ săn ảnh đuổi theo chiếc xe đã "giết người trái pháp luật". Phán quyết của bồi thẩm đoàn cũng nêu rõ: "Ngoài ra, cái chết của người quá cố [Diana] có nguyên nhân là do hoặc một phần là do việc người quá cố đã không thắt dây an toàn và do chiếc Mercedes đâm vào chiếc cột bên trong đường hầm Alma chứ không phải do va chạm với thứ gì khác".
Những người liên tục đặt nghi vấn đối với phiên bản chính thức của sự kiện này là tờ báo lá cải của Anh, tờ Daily Express, và doanh nhân người Ai Cập Mohamed Al-Fayed, người có con trai, Dodi, là tình nhân của Diana vào thời điểm đó và cũng chết trong vụ tai nạn. Vào năm 2003, quản gia của Diana, Paul Burrell, đã công bố một tờ giấy ghi chú mà ông khẳng định là do Diana viết vào tháng 10 năm 1993; trong đó có những cáo buộc rằng chồng cô đang "lên kế hoạch cho 'một vụ tai nạn' trong xe của [Diana], hỏng phanh và chấn thương đầu nghiêm trọng" để ông có thể kết hôn người khác. Cô được cho là đã bày tỏ những mối lo ngại tương tự vào tháng 10 năm 1995 với Nam tước Mishcon, luật sư của cô, rằng "các nguồn đáng tin cậy" đã nói với cô rằng "cô và Camilla sẽ bị gạt sang một bên" để Charles kết hôn với Tiggy Legge-Bourke. Một đội điều tra đặc biệt của Cảnh sát Thủ đô được thành lập vào năm 2004, tên là Chiến dịch Paget, do Ủy viên John Stevens đứng đầu để điều tra các thuyết âm mưu khác nhau dẫn đến cuộc điều tra của Anh. Cuộc điều tra này đã xem xét 175 lời tuyên bố âm mưu của Fayed. Năm 2005, Thân vương Charles, với tư cách là một nhân chứng, nói với Stevens rằng ông không biết về bức thư của vợ cũ từ năm 1995 và không hiểu được tại sao cô lại có những cảm xúc như vậy. Fayed liên tục đưa ra những lời tuyên bố mà sau này bị kết luận là thuyết âm mưu tại cuộc điều tra và nhiều lần tuyên bố rằng ông tin rằng con trai mình đã bị sát hại cùng với Diana.

## Henri Paul

### Những mối liên hệ với cơ quan an ninh
Những người đưa ra thuyết âm mưu này đã cáo buộc rằng người lái chiếc Mercedes-Benz W140 vào lúc đó, Henri Paul, được một dịch vụ an ninh quốc gia tuyển dụng, mặc dù những phiên bản khác nhau của cáo buộc này lại cho rằng dịch vụ an ninh làm việc cho những chính phủ khác nhau, như Anh, Pháp hoặc Hoa Kỳ. Bằng chứng dường như ủng hộ điều này chủ yếu xuất phát từ lượng tiền do anh sở hữu vào thời điểm anh chết và tài sản cá nhân của anh. Những cáo buộc này được đề cập trong chương bốn của báo cáo điều tra tội phạm tên là Chiến dịch Paget. Mohamed Al-Fayed tuyên bố rằng Henri Paul lúc đó đang làm việc cho MI6 và rằng họ đã gài bẫy anh ta. Cuộc điều tra không tìm thấy bằng chứng nào cho việc Henri Paul là gián điệp cho bất kỳ cơ quan an ninh nào.

### Mẫu máu
Một cáo buộc khác có liên quan đến độ tin cậy của các mẫu xét nghiệm máu được thực hiện; chúng cho thấy rằng Paul đã uống đồ có cồn trước khi lái xe. Kết luận của các nhà điều tra Pháp rằng Paul say rượu được đưa ra dựa trên cơ sở phân tích mẫu máu, được cho là có nồng độ cồn (theo báo cáo tháng 9 năm 1997 của Jay) cao gấp ba lần giới hạn pháp lý của Pháp. Phân tích ban đầu này đã bị thách thức bởi một nhà nghiên cứu bệnh lý học người Anh do Al-Fayed thuê. Đáp lại, nhà chức trách Pháp đã tiến hành một cuộc xét nghiệm thứ ba, lần này bằng cách sử dụng dịch thuỷ tinh thể bên trong mắt, và đã xác nhận nồng độ cồn được đo trong máu là chính xác, và cũng cho thấy rằng Paul đã uống thuốc chống trầm cảm.
Người ta cho rằng mức độ cồn được đưa tin là đã tìm thấy trong máu của Paul là không phù hợp với cách cư xử tỉnh táo của anh, được ghi lại trên CCTV của quán Ritz vào tối hôm đó. Giáo sư Robert Forrest, một nhà nghiên cứu bệnh học pháp y, nói rằng một người nghiện rượu như Paul, với khả năng chịu đựng rượu (tửu lượng) cao hơn, thì có thể bề ngoài sẽ trông như tỉnh táo hơn so với thực tế. Gia đình của Dodi Fayed và Henri Paul không chấp nhận kết quả điều tra của Pháp.
Vào năm 2006, có tiết lộ rằng Nam tước Stevens đã gặp cha mẹ già của Paul và nói với họ rằng con trai của họ không say rượu. Ngay trước khi Stevens xuất hiện tại cuộc điều tra, một nguồn tin thân cận với Stevens nói rằng sự mâu thuẫn này có thể được giải thích rằng Stevens đang "ân cần" và "thông cảm" đối với cặp vợ chồng già, một lời đánh giá mà Scott Baker nói rằng có thể là đáng tin cậy trong phần mở đầu của ông nói với bồi thẩm đoàn. Khi bị kiểm tra chéo tại cuộc điều tra ở Anh vào năm 2008, Stevens phủ nhận việc "cố tình gây hiểu lầm" cho cha mẹ của Paul và nói rằng tình trạng của tài xế tại thời điểm xảy ra vụ tai nạn không khớp với định nghĩa của cảnh sát về say rượu—theo lời ông nói là nó dựa trên phản ứng cơ thể của người đó. Stevens nói rằng bằng chứng hiện có cho thấy Paul chỉ uống hai ly rượu, nhưng điều này không nhất thiết có nghĩa là Paul chỉ uống tất cả có vậy, và rằng anh thực sự đã "bị ảnh hưởng" bởi rượu vào thời điểm xảy ra vụ tai nạn. Một chuyên gia được trích lời trong bản báo cáo ước tính rằng Paul đã tiêu thụ lượng cồn tương đương với năm đơn vị (cốc) Ricard, loại rượu khai vị Pháp có vị cam thảo mà anh yêu thích uống, trước khi lái xe.
Trong hai lần xét nghiệm TOXLAB của Pháp, Paul được phát hiện là có độ bão hòa hemoglobin carbon monoxide là 12,8%; điều này xảy ra khi sắc tố mang sắt trong máu (hemoglobin) liên kết với carbon monoxide (thay vì oxy). Những người hút thuốc thường có khoảng 10% hemoglobin liên kết với carbon monoxide, vì vậy kết quả xét nghiệm trong trường hợp của Paul không có gì bất thường. Paul đã hút xì gà Cigarillo loại nhỏ trong vài tiếng trước khi vụ tai nạn xảy ra. Một cuộc xét nghiệm khác, được những người phản đối kết quả chính thức ủng hộ, cho thấy rằng Paul có độ bão hòa hemoglobin carbon monoxide là 20,7% vào thời điểm anh chết; kết quả đó, nếu chính xác, cộng với tốc độ phân tán carbon monoxide khỏi máu, có nghĩa là máu của Paul đã có độ bão hòa 40% chỉ trong vài tiếng trước đó, và anh ta sẽ gần như không thể sinh hoạt bình thường được.
Năm 2009, có thông tin cho rằng mẫu ADN xác nhận rằng mẫu máu có nồng độ cồn cao đúng là của Paul. Điều này được xác lập bằng cách so sánh với các mẫu do cha mẹ Paul cung cấp, chứng thực rằng máu được xét nghiệm là của Paul và rằng anh ta có nồng độ cồn trong máu cao gấp ba lần giới hạn hợp pháp của Pháp.

## Tomlinson cáo buộc MI6 có dính líu
Richard Tomlinson, một cựu sĩ quan MI6, người đã bị sa thải khỏi các cơ quan tình báo và sau đó phải ngồi tù 5 tháng vì vi phạm Đạo luật Bí mật Chính thức năm 1989, cho rằng, trong một bản tuyên bố tuyên thệ nói sự thật gửi đến cuộc điều tra của Pháp vào tháng 5 năm 1999, rằng MI6 của Anh đã có dính líu trong vụ tai nạn, và gợi ý rằng cơ quan an ninh này có tài liệu ủng hộ thẩm phán Stephan trong cuộc điều tra của ông. Vào tháng 8 năm trước đó, BBC đưa tin rằng Tomlinson đã tuyên bố rằng Paul đang làm việc cho các cơ quan an ninh và rằng một trong những cận vệ của Diana, hoặc là Trevor Rees-Jones (bây giờ được gọi là Trevor Rees) hoặc là Kes Wingfield, là một người cung cấp tin tức cho tình báo Anh. Tomlinson cáo buộc rằng MI6 đã theo dõi Diana trước khi cô chết, đã nói với Mohamed Al-Fayed rằng Paul là một đặc vụ MI6, và rằng cái chết của cô giống với kế hoạch ám sát Tổng thống Serbia khi đó là Slobodan Milošević mà anh đã thấy vào năm 1992, sử dụng một ánh sáng nhấp nháy để làm mù tài xế của mình.
Vào ngày 13 tháng 2 năm 2008, Tomlinson nói với những nhà điều tra rằng anh ta có thể đã nhớ nhầm và rằng anh ta không có bằng chứng nào cho thấy Paul là một đặc vụ MI6, nhưng anh đã nói trong phiên tòa ngày hôm trước rằng lúc đó Paul đang cung cấp thông tin cho MI6. Phát biểu trên một cuộc gọi video từ Pháp, Tomlinson thừa nhận rằng, sau khoảng thời gian 16 hay 17 năm, anh "không thể nhớ cụ thể" liệu tài liệu mà anh đã xem trong năm 1992 có thực sự đã đề xuất việc sử dụng đèn nháy để gây tai nạn giao thông như một cách để ám sát Milošević hay không, mặc dù việc sử dụng đèn cho mục đích này đã được đề cập trong khóa huấn luyện MI6 của anh. Các nhà điều tra của Chiến dịch Paget đã được cấp quyền đi vào các văn phòng của MI5 và MI6 chưa từng có tiền lệ để điều tra các tuyên bố của Tomlinson. Sau đó, người ta phát hiện ra rằng tài liệu được đề cập đến là một đề xuất được viết vào tháng 3 năm 1993 để ám sát một nhân vật người Serbia khác nếu anh ta lên nắm quyền, chứ không phải Milošević. Hơn nữa, kế hoạch không liên quan gì đến việc sử dụng đèn pin.
Thêm bằng chứng khác bác bỏ những tuyên bố của Tomlinson được tìm thấy trong các bản thảo của cuốn sách mà lúc đó ông đang viết về thời gian làm việc trong MI6 trước khi bị bỏ tù vào năm 1998 vì vi phạm Đạo luật Bí mật Chính thức. Bản thảo, có ghi từ năm 1996, đề cập đến bản kế hoạch và không hề có chi tiết nào về một vụ tai nạn ô tô được dàn dựng bằng đèn pin trong đường hầm.
Cuộc điều tra sau đó được một người quản lý MI6 ẩn danh (được gọi trong quá trình tố tụng là "Quý bà X") cho biết rằng MI6 không lưu giữ bất kỳ tài liệu nào về Vương phi hoặc Dodi, và không có kế hoạch nào liên quan đến họ. Cuộc điều tra kết thúc bằng cách bác bỏ những tuyên bố của Tomlinson là một sự thêm thắt. Nó tiếp tục nhận xét thêm rằng sự thêm thắt này phần lớn là nguyên nhân dẫn đến những giả thuyết rằng Diana bị sát hại.
Tomlinson bị các nhà chức trách Pháp bắt giữ vào tháng 7 năm 2006 trong cuộc điều tra về cái chết của Diana. Cảnh sát Pháp cũng được đưa tin là đã thu giữ các tập tin trên máy tính và giấy tờ cá nhân từ nhà riêng của anh ở Cannes.

## Mối quan hệ với Dodi Fayed

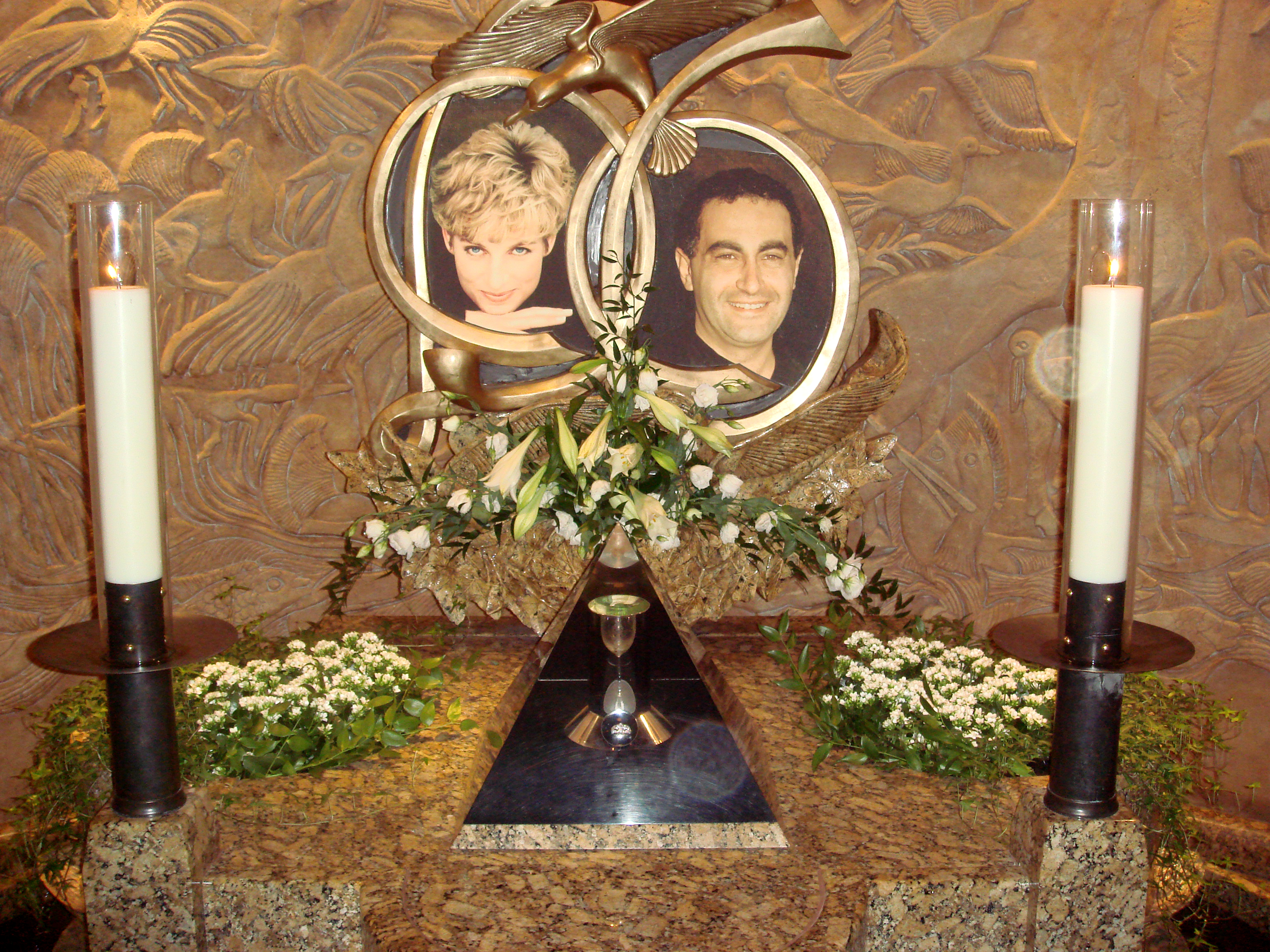
Vật tưởng niệm Diana và Dodi năm 1998

Một trong những động cơ chính được nêu ra để ủng hộ cho cáo buộc giết người bao gồm quan điểm rằng Diana đã mang thai đứa con của Mohamed "Dodi" Fayed và cặp đôi này sắp đính hôn. Việc một người không theo đạo Thiên chúa trong Vương thất Anh là một ý tưởng được cho là bị ghét bỏ, và vì vậy có nghĩa là mối quan hệ giữa mẹ của một vị vua tương lai và một người Hồi giáo Ai Cập sẽ không được dung thứ. Theo quan điểm của Mohamed Al-Fayed, quan điểm mà ông đã nhắc lại trước tòa trong cuộc điều tra vào tháng 2 năm 2008, Vương tế Philip, Thân vương xứ Wales, chị gái của Diana—Phu nhân Sarah McCorquodale, và nhiều người khác đều dính líu đến một âm mưu giết Vương phi và con trai ông. Jeffrey Steinberg từ Tạp chí Tình báo Hành pháp (EIR), một ấn phẩm của phong trào Lyndon LaRouche của Mỹ, cũng đưa ra giả thuyết rằng Vương phi xứ Wales đã bị các cơ quan an ninh sát hại theo chỉ thị của Vương tế Philip. Một bài báo trên tờ The Daily Telegraph năm 1998 đưa tin về các thuyết âm mưu của EIR đã ám chỉ về các mối liên hệ trước đó giữa EIR và Al-Fayed, trong khi Francis Wheen đưa tin vào năm sau rằng người phát ngôn của Al-Fayed đã khuyên các nhà báo liên hệ với Steinberg.
Al-Fayed đã khẳng định trong các cuộc phỏng vấn trên truyền hình rằng cặp đôi sẽ tuyên bố đính hôn vào ngày thứ Hai sau vụ tai nạn, ngày 1 tháng 9 năm 1997. Chiến dịch Paget nhận xét rằng một thông báo tầm cỡ như vậy đến từ Vương phi xứ Wales sẽ là một sự kiện truyền thông quan trọng được toàn thế giới quan tâm và vì vậy sẽ cần phải có sự chuẩn bị đáng kể. Không có bằng chứng nào được tìm thấy cho thấy bất kỳ sự chuẩn bị nào như vậy được thực hiện.
Bằng chứng CCTV được đưa ra tại cuộc điều tra cho thấy Dodi đã rời khỏi tiệm kim hoàn của Alberto Repossi vào ngày 30 tháng 8 mà không có gì khác ngoài một cuốn catalô. Repossi nói vào năm 2003 rằng chiếc nhẫn đã được đeo vào ngón tay của Diana trong một khách sạn tại St. Tropez, và đang được thay đổi kích thước cho một bộ sưu tập trong tương lai ở Paris, nhưng sau đó thừa nhận với tác giả Martyn Gregory rằng ông đã nhận được "giấy tờ pháp lý" từ Al-Fayed, một khách hàng trong hơn 20 năm. Al-Fayed cho biết cặp đôi đã chọn chiếc nhẫn ở Monte Carlo, và Dodi đã đến lấy nó ở Paris một ngày trước khi anh chết sau khi nó được thay đổi kích thước. Tuyên bố này của Al-Fayed mâu thuẫn với tuyên bố của Claude Roulet, một trợ lý cửa hàng, và đoạn phim CCTV. Một đoạn ghi âm CCTV đã chứng minh rằng một chiếc nhẫn đã được chọn bởi một quan chức khách sạn Ritz. Mohammed Al-Fayed đã mua nó sau khi cặp đôi đã chết.
Vài giờ trước khi vụ tai nạn xảy ra, vào chiều ngày 30 tháng 8, nhà báo Richard Kay, bạn của Diana, nhận được một cuộc gọi qua điện thoại di động đến từ Diana, trong đó cô hỏi về những gì về cô có thể sẽ xuất hiện trong các bài báo Chủ nhật của ngày hôm sau. Trong cuộc gọi này, cô không đề cập đến bất kỳ tuyên bố nào mà cô định thực hiện.
Tiết lộ nhiều hơn là tuyên bố của chị cả của Diana, Phu nhân Sarah McCorquodale, người đã làm chứng rằng trong một cuộc trò chuyện qua điện thoại với Diana vào thứ Sáu ngày 29 tháng 8, Diana đã nói về Dodi Fayed theo cách khiến chị gái cô có ấn tượng rằng mối quan hệ đang "gặp khúc mắc". Các lời tuyên bố từ những người bạn và người thân khác mà Diana đã nói chuyện vào tuần trước khi cô chết, bao gồm quản gia Paul Burrell, bạn của cô, Phu nhân Annabel Goldsmith, và cố vấn tinh thần Rita Rogers, đều nhất trí rằng cô kiên quyết không muốn đính hôn hay kết hôn với bất kỳ ai tại thời điểm đó trong cuộc đời của cô. Một tuần trước khi chết, vương phi đã nói với Goldsmith: "Tôi cần kết hôn như [cần] một vết mẩn trên mặt vậy."
Cựu thư ký riêng của Diana, Patrick Jephson, nói với BBC sau khi Báo cáo Chiến dịch Paget được công bố vào tháng 12 năm 2006 rằng biểu cảm khuôn mặt của cô trong đoạn phim CCTV của cô tại Paris Ritz vào buổi tối cuối cùng của cô với Dodi Fayed là biểu hiện của cô khi cô cảm thấy bất bình với một tình huống nào đó. Tuy nhiên, hình ảnh CCTV công bố vào ngày 6 tháng 10 được chụp chỉ vài phút trước khi họ chết, cho thấy một cặp Diana và Dodi đang thoải mái nắm tay nhau một cách trìu mến.
Một nhân chứng trong cuộc điều tra là Hasnat Khan, một bác sĩ phẫu thuật tim người Hồi giáo gốc Pakistan làm việc tại London; anh đã có một mối quan hệ với Diana trong hai năm. Diana đã nghĩ đến khả năng kết hôn với anh. Hoàng Gia Anh không có phản đối nào và Thân vương Charles đã ban ơn cho anh. Khan nói rằng anh ta đã nhận được một số bức thư thù ghét mang tính phân biệt chủng tộc từ công chúng vì mối quan hệ của anh nhưng không có lý do gì để coi những gì trong những bức thư này một cách nghiêm túc. Anh cũng tuyên bố rằng anh cảm thấy mối quan hệ không bị Hoàng Gia hoặc bất kỳ nhánh nào khác của Chính phủ Anh phản đối, bao gồm cả các dịch vụ an ninh. Paul Burrell nói rằng Diana vẫn còn lưu luyến sau khi chia tay với Khan vào thời điểm cô chết. Người ta cũng chỉ ra rằng Dodi và Diana chỉ mới gặp nhau chưa đầy bảy tuần trước khi vụ tai nạn xảy ra, tại biệt thự của Al-Fayed ở St. Tropez vào ngày 14 tháng 7, có nghĩa là chỉ có 47 ngày kể từ lần gặp đầu tiên cho đến đêm xảy ra vụ tai nạn. Trong những ngày đó, lịch trình của họ cho phép họ ở bên nhau tối đa là 35 ngày. Từ việc phân tích những lần đi lại trên thực tế của Diana, có khả năng cao rằng họ đã ở cùng nhau khoảng 23 ngày trước khi vụ tai nạn xảy ra.
John Macnamara, một cựu thám tử cấp cao tại Scotland Yard, đã đứng đầu cuộc điều tra riêng của Al-Fayed trong 5 năm kể từ năm 1997. Khi bị kiểm tra chéo trong cuộc thẩm vấn vào ngày 14 tháng 2, anh thừa nhận rằng anh không tìm thấy bằng chứng về âm mưu tội phạm giết Vương phi, hoặc về việc cô ấy đã đính hôn hoặc mang thai vào thời điểm chết, ngoài những tuyên bố mà Al-Fayed đã nói với anh.

### Mang thai
Vào tháng 1 năm 2004, cựu nhân viên khám nghiệm tử thi của Gia đình Nữ vương, Tiến sĩ John Burton, cho biết (trong một cuộc phỏng vấn với The Times) rằng ông đã tham dự một cuộc khám nghiệm tử thi đối với thi thể của Vương phi tại nhà xác Fulham, nơi ông đã đích thân kiểm tra tử cung của cô và thấy rằng cô không mang thai.
Để kiểm tra những lời khẳng định của Al-Fayed, Chiến dịch Paget đã tiến hành các cuộc xét nghiệm khoa học mẫu máu (trước khi được truyền máu thêm) được tìm thấy ở chỗ để chân của ghế ngồi trong chiếc Mercedes chở Vương phi xứ Wales vào thời điểm vụ tai nạn xảy ra. Máu này không tìm thấy dấu vết của hormone hCG—hormone sản sinh ra khi mang thai. Cuộc điều tra cũng phỏng vấn rộng rãi những người bạn của Diana, những người đã tiếp xúc gần với cô trong những tuần trước khi cô chết. Bằng chứng thu được từ những nhân chứng này có tính chất rất nhạy cảm và hầu hết không được đưa vào báo cáo điều tra tội phạm của Chiến dịch Paget. Tuy nhiên, người ta đưa tin rằng bạn bè cô cho biết cô đang trong chu kỳ kinh nguyệt bình thường và có bằng chứng cho rằng cô đang sử dụng biện pháp tránh thai.
Việc Al-Fayed kiên trì khẳng định rằng Diana có mang thai đã khiến ông kêu gọi các nhân viên của mình nói với giới truyền thông rằng vào ngày cuối cùng của họ, Diana và con trai ông đã đến thăm một biệt thự mà ông sở hữu ở Paris để chọn phòng "cho em bé". Mặc dù cặp đôi đúng là đã đến thăm biệt thự, việc nói rằng nó đã kéo dài hai tiếng đồng hồ và rằng một nhà thiết kế nội thất nổi tiếng người Ý có mặt là phóng đại. Một nhân viên bảo vệ tại biệt thự, Reuben Murrell, cảm thấy không thoải mái khi nói dối về vấn đề này và đã nói câu chuyện của mình cho The Sun nói rằng chuyến thăm chỉ kéo dài chưa đầy ba mươi phút và không có bất kỳ nhà thiết kế nội thất nào đi cùng. Anh đã cung cấp ảnh tĩnh từ CCTV để chứng minh điều này và nói rằng anh đã đi cùng Diana và Dodi trong suốt chuyến thăm của họ, không có cuộc trò chuyện nào về việc họ đến sống tại biệt thự. Sau đó, anh đã từ chức, và đâm đơn lên một tòa án lao động để được sa thải có tính xây dựng (constructive dismissal; tức buộc phải rời nhiệm sở vì những hành động của người tuyển dụng mình) sau khi Al-Fayed thắng kiện anh vì vi phạm hợp đồng vì những hình ảnh CCTV mà anh đã cung cấp cho The Sun. Các thành viên cấp cao của đội ngũ nhân viên của Al-Fayed đã đưa ra những nhận xét mang tính xúc phạm đối với Murrell và Trevor Rees-Jones trong những tuyên bố của họ nói cho Chiến dịch Paget. Vào năm 2004, một bộ phim tài liệu của Channel 4, The Diana Conspiracy (tạm dịch: Âm Mưu Diana), tự cho rằng người quản gia tại biệt thự đó—người mà, trong một cuộc phỏng vấn vào tháng 6 năm 1998 cho bộ phim tài liệu Diana: Secrets Behind the Crash (tạm dịch: Diana: Những Bí mật Đằng sau Vụ Va chạm) của ITV, đã tuyên bố là cho cặp đôi này xem biệt thự với mục đích là sống ở đó—thậm chí còn không có mặt tại biệt thự vào ngày hôm đó vì anh ấy đang đi nghỉ mát.
Al-Fayed lần đầu tiên tuyên bố rằng Vương phi xứ Wales đang mang thai vào thời điểm cô qua đời với tờ Daily Express vào tháng 5 năm 2001. "Nếu đúng là sự thật, thì thật kỳ lạ khi anh ấy [Dodi] đã giấu thông tin quan trọng này trong tận ba năm rưỡi", Scott Baker nói tại cuộc điều tra.

## Không có hình ảnh CCTV
Việc không có các hình ảnh CCTV để cho thấy hành trình của chiếc Mercedes từ khách sạn đến địa điểm gặp nạn thường được nêu ra là bằng chứng của một âm mưu tội phạm có tổ chức. Theo báo The Independent vào năm 2006, có hơn 14 camera CCTV trong hầm chui Pont de l'Alma, mặc dù không có một camera nào ghi lại vụ va chạm chết người.
Thẩm phán Hervé Stéphan được bổ nhiệm làm Thẩm phán Xem xét trong vụ án này vào ngày 2 tháng 9 năm 1997. Vào ngày hôm đó, theo Lệnh Tư pháp, ông giao nhiệm vụ cho Lữ đoàn Criminelle xác định tất cả các hình ảnh và video dọc theo tuyến đường đi của chiếc Mercedes. Trung úy Eric Gigou của Lữ đoàn Criminelle đã đứng đầu nhóm có nhiệm vụ này, ban đầu bằng cách lần lại tuyến đường vài lần và lập ra một danh sách các địa điểm chiếc xe có thể đã đi theo. Báo cáo của ông cho thấy rằng nhóm nghiên cứu đã xác định được mười vị trí của camera CCTV. Không camera nào trong số này có bất kỳ hình ảnh nào liên quan đến cuộc điều tra, vì chúng chủ yếu là camera an ninh hướng vào lối vào của các tòa nhà. Hầu hết các camera không được bảo trì bởi Thành phố Paris; chủ sở hữu của các tòa nhà mà đặt camera đã tự tay vận hành chúng. Có một camera giám sát giao thông phía trên đường hầm ở Place de l'Alma nhưng nó bị kiểm soát bởi la Compagnie de Circulation Urbaine de Paris (Đơn vị Giao thông Đô thị Paris). Đơn vị này đóng cửa vào khoảng 11 giờ đêm, không có nhân viên trực đêm và không ghi lại bất kỳ video nào. Các sĩ quan trong Trung tâm Thông tin và Chỉ huy của Sở Cảnh sát có thể xem hình ảnh trực tiếp do camera giao thông quay nhưng không thể ghi lại video vì không điều khiển được nó.
Vấn đề camera CCTV được đề cập đến trong Chương 5 của báo cáo Chiến dịch Paget. Người ta cũng tìm thấy một bức ảnh được xuất bản trong một cuốn sách của David Cohen tên là Diana, Death of a Goddess (tạm dịch: Diana: Cái Chết của một Nữ thần), mặc dù có chú thích là được chụp ngay trước khi chiếc xe vào đường hầm, nhưng trên thực tế là đã được một nhiếp ảnh gia chụp khi chiếc xe rời phía sau của khách sạn Paris Ritz.

## Chiếc Fiat Uno trắng và James Andanson
Phân tích chiếc Mercedes đổ nát cho thấy nó đã va chạm nhẹ với một chiếc xe Fiat Uno màu trắng và để lại vết sơn trên thân xe Mercedes. Cảnh sát Pháp đã nỗ lực để tìm ra những chiếc xe có liên quan nhưng không thành công. Mặc dù không ai nhìn thấy chiếc Fiat trong đường hầm, một số nhân chứng cho biết đã nhìn thấy một chiếc Uno ra khỏi đường hầm.
Mohamed Al-Fayed đã cáo buộc MI6 trong lời khai vào tháng 7 năm 2005 của mình cho Chiến dịch Paget, và tại những thời điểm khác, sử dụng chiếc Fiat Uno màu trắng như một cách để khiến chiếc Mercedes chệch hướng và do đó đâm vào một bên của đường hầm. Al-Fayed còn cáo buộc rằng chiếc Fiat Uno thuộc sở hữu của một phóng viên ảnh người Pháp tên là Jean-Paul James Andanson, một gián điệp của một dịch vụ an ninh theo lời của Al-Fayed, người đã chụp ảnh Diana khi cô ở biệt thự của ông ở St. Tropez vào tháng 7 năm 1997. Al-Fayed tự cho rằng cái chết của Andanson vào tháng 5 năm 2000 là do anh hối hận về những gì anh đã làm hoặc vì anh đã bị các cơ quan an ninh Pháp hoặc Anh ám sát để bịt miệng.
Chiến dịch Paget phát hiện ra rằng chiếc Fiat Uno màu trắng được Andanson sở hữu ở trong tình trạng không phù hợp để di chuyển trên đường, vào thời điểm đó đã đi được chín năm, với đồng hồ đo tổng quãng đường đi của xe hiển thị 325.000 km (cho thấy rằng chiếc xe đã chạy 27.000 dặm mỗi năm) và đã không được bảo dưỡng trong vài năm trước đó. Những người hàng xóm của Anderson đã xác nhận tính xác thực của bằng chứng này. Andanson đã bán chiếc xe này vào tháng 10 năm 1997. Chiến dịch Paget kết luận rằng việc nó có thể là chiếc xe tại hiện trường vụ tai nạn ở Paris là cực kỳ khó xảy ra do tình trạng của chiếc xe và việc Andanson đã công khai bán nó đi. Cảnh sát Pháp đã kiểm tra chiếc xe của Andanson để truy tìm chiếc xe đã tiếp xúc với chiếc Mercedes nhằm truy tố người lái xe vì không hỗ trợ khi gặp nạn, và cũng đã đưa ra kết luận tương tự. Cảnh sát Pháp đã dành một năm sau vụ tai nạn để tìm kiếm chiếc xe này và đã loại bỏ hơn 4.000 chiếc Fiat Uno màu trắng khỏi cuộc điều tra của họ. Các nhà điều tra của Chiến dịch Paget quyết định rằng các yêu cầu tìm kiếm mới sẽ khó có thể xác định được chiếc xe có liên quan, vì một khoảng thời gian rất dài đã trôi qua kể từ vụ tai nạn. Nó kết luận rằng nguy cơ bị truy tố về một tội phạt giam giữ có thể đã khiến cho tài xế không dám nhận xe vào thời điểm đó.
Một thiếu tá đã nghỉ hưu trong Lữ đoàn Criminelle của Pháp, Jean Claude Mules, đã cung cấp bằng chứng cho cuộc điều tra vào tháng 2 năm 2008. Andanson đã bị cảnh sát Pháp chất vấn vào tháng 2 năm 1998, và anh có thể cung cấp bằng chứng tư liệu về những đường đi của anh vào ngày 30 và 31 tháng 8 trước đó, chứng minh được rằng anh không thể là người lái chiếc Fiat Uno có liên quan. Những điều này chứng tỏ rằng Andanson chỉ có thể đã ở nhà của anh ở Lignieres, 177 dặm (285 km) cách Paris, vào thời điểm xảy ra vụ tai nạn. Elizabeth, góa phụ của anh, nói tại cuộc điều tra ở London vào tháng 2 năm 2008 rằng chồng cô đã ở nhà và ở trên giường với cô vào thời điểm vụ tai nạn xảy ra.

### Andanson tự tử
Andanson chết vào tháng 5 năm 2000. Phán quyết chính thức là do tự tử. Thi thể của anh được tìm thấy trong một chiếc BMW màu đen, cháy rụi trong một khu rừng gần thị trấn Nant, gần Millau, miền Nam nước Pháp. Cái chết của Anderson được cho là do những vấn đề trong cuộc sống riêng của anh. Cuộc điều tra về cái chết của Vương phi xứ Wales năm 2008 đã trình bày bằng chứng được tiết lộ từ bạn bè và cộng sự của anh rằng trước khi chết, anh đã nói về việc tự tử bằng cách đổ xăng vào ô tô và châm một điếu xì gà, như Luật sư của Nữ vương Richard Horwell đã nói cho Ủy viên Thủ đô.
Báo cáo Paget nói rằng khi chiếc xe được tìm thấy, thi thể của Anderson nằm ở ghế tài xế của chiếc xe, và đầu của anh tách ra khỏi thân anh và nằm giữa hai ghế ngồi trước. Có một lỗ ở thái dương bên trái của anh. Nhà nghiên cứu bệnh học người Pháp kết luận lỗ hổng này là do sức nóng dữ dội của ngọn lửa chứ không phải do, ví dụ như, một viên đạn gây ra.
Chiến dịch Paget không tìm thấy bằng chứng nào cho thấy Andanson được bất kỳ dịch vụ an ninh nào biết đến và, trái ngược với tuyên bố của Al-Fayed, cái chết của anh đã được cảnh sát Pháp điều tra kỹ lưỡng (mặc dù tung tích của chiếc chìa khóa xe chưa bao giờ được giải thích). Một vụ đột nhập tại nơi làm việc cũ của anh vào tháng 6 năm 2000, được cho là do các dịch vụ an ninh thực hiện, được phát hiện là không liên quan đến cái chết của anh, vì không có đồ vật nào liên quan đến anh bị đánh cắp.

### Le Van Thanh
Nhiều ấn phẩm cho rằng chiếc Fiat Uno màu trắng thuộc về anh Le Van Thanh, một tài xế taxi 22 tuổi vào thời điểm xảy ra vụ tai nạn. Thanh sở hữu một chiếc Fiat Uno màu trắng giống hệt chiếc xe mà đã đâm vào chiếc Mercedes của Vương phi xứ Wales. Georges và Sabine Dauzonne xác định Thanh là "người đàn ông bị khích động—họ có thể đã nhìn thấy anh lái chiếc xe này". Thanh từ trước đến giờ luôn từ chối các yêu cầu phỏng vấn. Năm 2006, cha của Thanh cho biết con trai ông đã xịt lại chiếc xe Uno trắng của mình thành đỏ vài tiếng sau vụ tai nạn, được cho là đã đánh thức anh trai làm thợ cơ khí của mình vào giữa đêm để giúp anh. Sau các cuộc xét nghiệm, người ta kết luận rằng chiếc xe "có thể có liên quan đến vụ tai nạn", nhưng sự dính líu của Thanh "đã bị cảnh sát Pháp loại trừ vì anh ta nói rằng anh đang đi làm vào đêm [xảy ra vụ tai nạn]". Sau đó, người ta phát hiện ra rằng anh đã ra về sớm vào đêm hôm đó và có thể đã có mặt tại hiện trường vụ tai nạn. Nhiều nhân chứng kể lại đã nhìn thấy một người đàn ông giống với mô tả của anh rời khỏi đường hầm vài giây sau vụ tai nạn.

## Chớp sáng

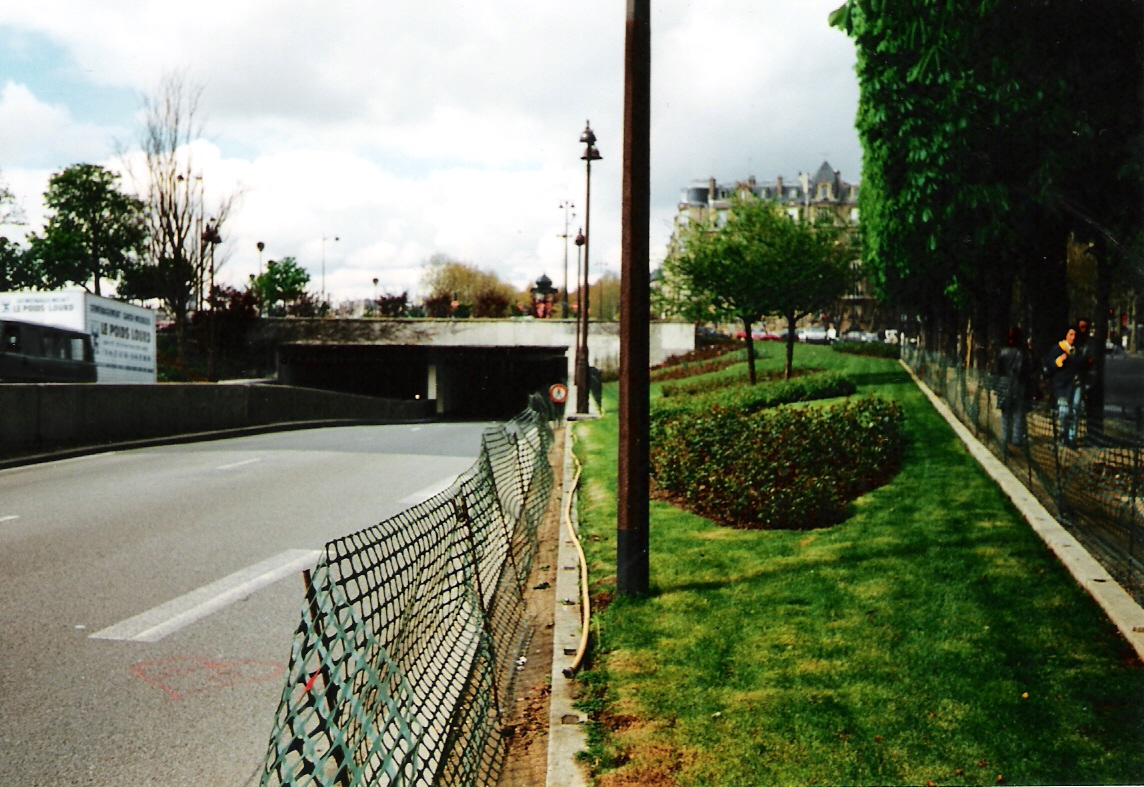
Lối vào Đường hầm Pont de l'Alma (chụp vào năm 1998), nơi Diana bị trọng thương

Một lời giải thích khác cho nguyên nhân của vụ tai nạn được đưa tin là một ánh chớp sáng trắng sáng ngay trước khi chiếc xe đi vào đường hầm, làm mù mắt người lái xe. Richard Tomlinson đã đưa ra cáo buộc này trong cuộc điều tra, nhưng người ta phát hiện ra rằng tính xác thực của bằng chứng của ông là không có.
Các nhà chức trách phát hiện ra rằng ba nhân chứng tại hiện trường vụ tai nạn tự nhận là đã nhìn thấy một chớp sáng chói loá trước khi vụ tai nạn xảy ra. François Levistre (tên gốc là François Levi) đã tuyên bố rõ ràng, cụ thể rằng anh đã nhìn thấy một tia sáng chói loá, nhưng ba lời khai của anh với các nhà chức trách lại mâu thuẫn với nhau. Cả các thám tử Pháp điều tra sau khi vụ tai nạn xảy ra và sau đó là các sĩ quan làm việc trong Chiến dịch Paget đều bác bỏ bằng chứng của anh. Với chiếc Mercedes của Vương phi ở phía sau anh, anh tuyên bố là đã nhìn thấy một chớp sáng trong gương chiếu hậu của mình và kể lại những thứ khác mà anh ta nhìn thấy khi đang lái xe theo khúc cua khó lái ra khỏi đường hầm. Tuy nhiên, điều quan trọng là lời khai của anh mâu thuẫn trực tiếp với vợ anh khi đó; cô ngồi ở ghế hành khách bên cạnh anh. Tuy nhiên, nhân chứng Brian Anderson, một du khách người Mỹ, nói với các thám tử rằng anh ta cũng nhìn thấy một chớp sáng chói loá.
Cảnh sát Pháp vào năm 1997 đã biết về việc Levistre bị kết án ở Rouen vào năm 1989 vì tội không trung thực và về bản án tù sau đó của anh, và anh không được họ coi là một nhân chứng đáng tin cậy. Phim tài liệu truyền hình do Channel 4 sản xuất năm 2004 và BBC năm 2006 đều nêu ra vấn đề này; anh xuất hiện với tư cách là nhân chứng tại cuộc điều tra của Anh qua một cuộc gọi video vào tháng 10 năm 2007. Diana: Secrets Behind the Crash (Diana: Những Bí mật Đằng sau Vụ Va chạm; ngày 3 tháng 6 năm 1998), một chương trình truyền hình của ITV do Nicholas Owen, khi đó là Phóng viên Hoàng gia của ITN, đã coi trọng những tuyên bố của Levistre nhiều đến nỗi mà 93% người xem được tờ Mirror thăm dò ý kiến ngay sau khi chương trình phát sóng tin rằng thực sự đã có một chớp sáng chói loá tại thời điểm xảy ra vụ tai nạn.
Các chi tiết trong những lời khai của nhân chứng đã được xem xét kỹ lưỡng và các nhà điều tra của Chiến dịch Paget đã thành công trong việc tìm ra hai nhân chứng mới. Lời khai của các nhân chứng khác ít đề cập đến sự xuất hiện của bất kỳ chớp sáng nào không thể giải thích được tại hiện trường vụ tai nạn. Một số nhân chứng lẽ ra là đã có thể nhìn thấy được chớp sáng lại không đề cập đến bất kỳ chớp nào. Dù chuyện gì đã xảy ra đi nữa, thì bản mô phỏng dựng lại chi tiết vụ tai nạn cho thấy những chuỗi sự kiện dẫn đến việc chiếc xe không thể tránh khỏi va chạm với cột trụ đã bắt đầu từ trước khi chiếc xe vào đầu đường hầm, nơi được cho là đã xảy ra chớp sáng. Hơn nữa, loại chớp sáng nhấp nháy được cho là đã được sử dụng mạnh đến mức mà một chớp sáng được phát ra sẽ đủ sáng để chiếu sáng một khu vực rất rộng. Nó sẽ rất có thể làm mù không chỉ Paul, mà cả người lái chiếc Fiat Uno màu trắng, những thợ săn ảnh đang truy đuổi theo chiếc Mercedes và những nhân chứng đang đứng bên đường. Báo cáo của Chiến dịch Paget kết luận rằng không có chớp sáng nào xảy ra.

## Dây an toàn

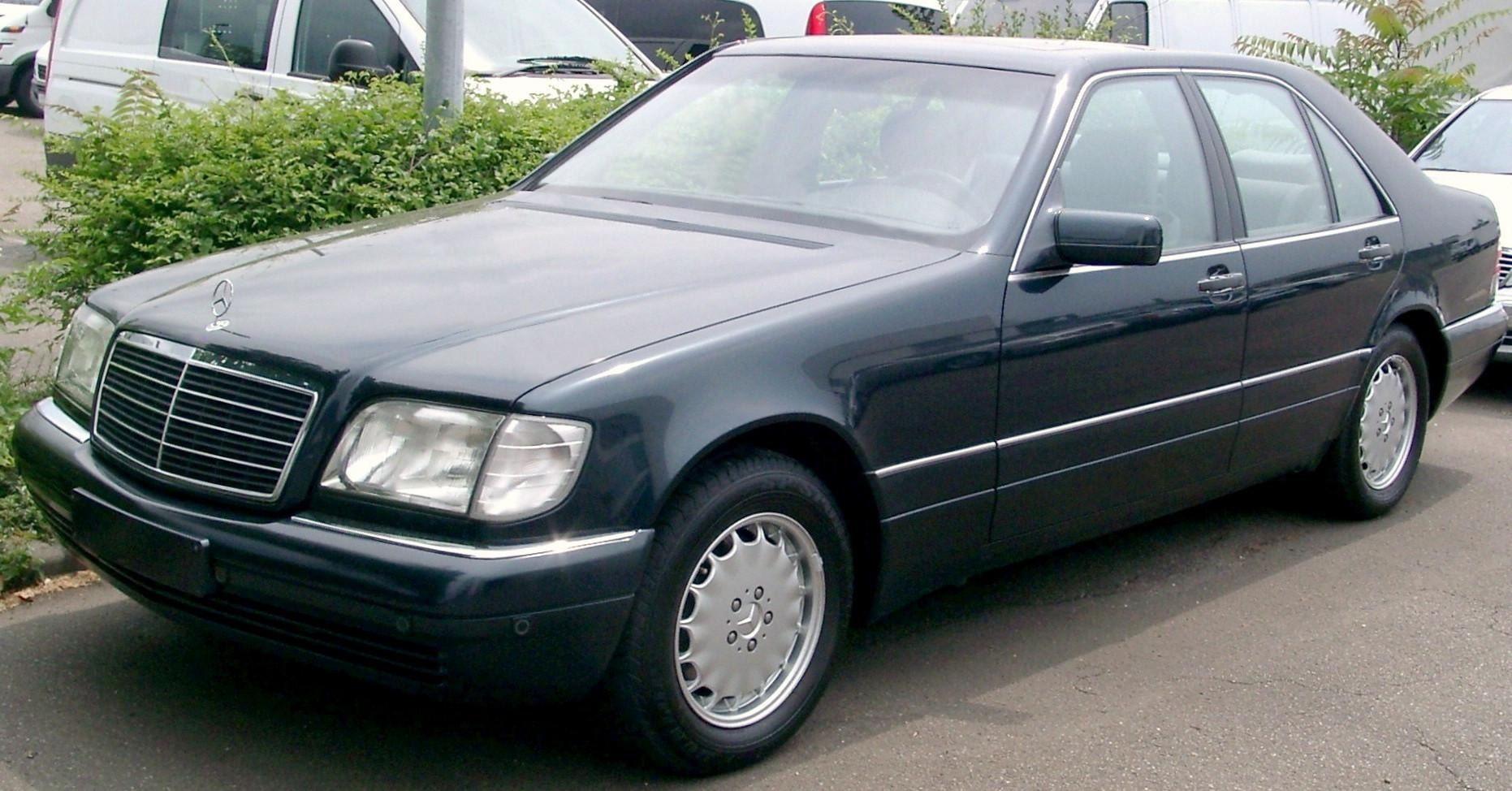
Một chiếc Mercedes-Benz W140 Hạng S, giống như chiếc xe trong vụ tai nạn

Có một số cuộc thảo luận trên truyền thông vào tháng 4 năm 2006 cho rằng Diana là một người luôn luôn sử dụng dây an toàn và do đó việc dây an toàn của cả cô và Dodi đều bị hỏng hoặc việc họ đều không sử dụng dây an toàn là một điều đáng ngờ và có thể ám chỉ sự phá hoại. Chị gái của cô, phu nhân Sarah McCorquodale sau đó nói rằng Diana "rất chăm thắt dây an toàn". Các nguồn khác đặt nghi vấn liệu cô có thực sự sử dụng dây an toàn của mình mọi lúc như một số người nói hay không.
"Một điều chắc chắn là cô ấy đã không thắt dây an toàn và điều này càng khiến mọi thứ trở nên tồi tệ hơn. Chúng tôi muốn nghĩ rằng nếu cô ấy đã thắt dây an toàn, chúng tôi đã có thể cứu cô ấy", Giáo sư André Lienhart, người đã xem xét phản ứng của các dịch vụ y tế khẩn cấp thay mặt cho cuộc điều tra của chính phủ Pháp về vụ việc, nói. CNN đã tiến hành một cuộc phân tích về vụ tai nạn vào đầu tháng 9 năm 1997 và kết luận rằng thương tích sẽ rất nhẹ nếu những người ngồi trên xe đã thắt dây an toàn. Các kết luận này chỉ là tạm thời do dữ liệu hạn chế về mẫu xe Mercedes cụ thể đó vì chiếc limousine này không được bán ở Hoa Kỳ.
Một nhà điều tra tai nạn pháp y từ Phòng thí nghiệm Nghiên cứu Giao thông vận tải với ba mươi lăm năm kinh nghiệm đại diện cho Chiến dịch Paget phân tích chiếc xe đổ nát sau khi nó được đưa về nước Anh vào năm 2005 phát hiện ra rằng tất cả các dây an toàn đều ở trong tình trạng tốt, ngoại trừ dây ở ghế sau phía bên phải gắn vào chiếc ghế mà Diana đã ngồi. Các cuộc điều tra với các nhà điều tra Pháp sau đó phát hiện ra rằng tất cả các dây an toàn đều được tuyên bố là hoạt động tốt trong một cuộc kiểm tra vào tháng 10 năm 1998, cho thấy rằng dây an toàn này bị hư hỏng sau vụ va chạm.
Kết luận của cuộc điều tra của Anh tuyên bố rõ ràng rằng việc không thắt dây an toàn đã "gây ra hoặc góp phần vào" cái chết của cả Dodi và Diana.

## Đưa đến bệnh viện

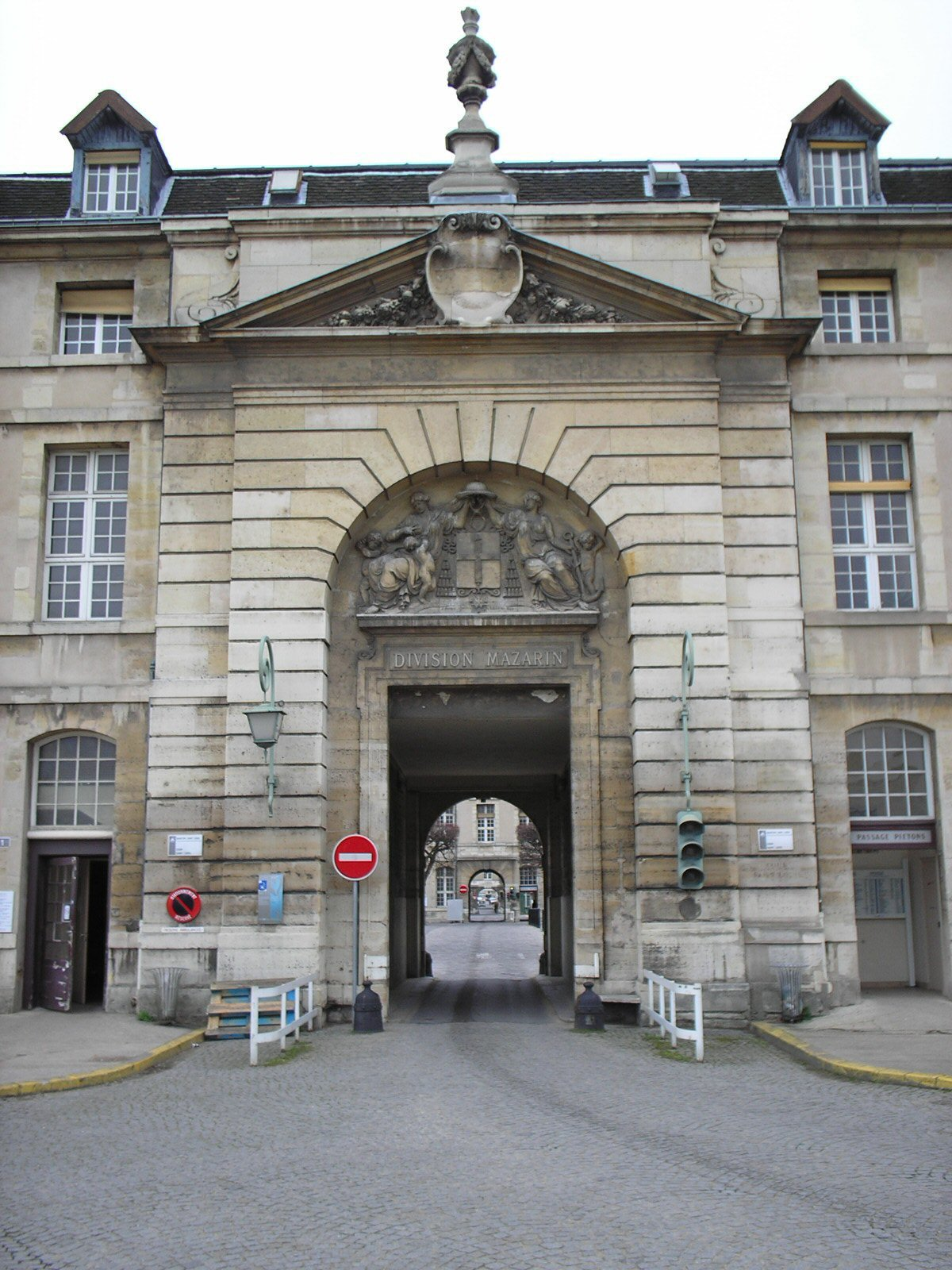
Lối vào Bệnh viện Pitié-Salpêtrière

Cuộc gọi đầu tiên đến tổng đài dịch vụ khẩn cấp được ghi lại là vào lúc 12:26 đêm. Xe cấp cứu SAMU chở Vương phi đến Bệnh viện Pitié-Salpêtrière lúc 2:26 sáng. Khoảng thời gian này đã làm dấy lên đến nhiều bình luận liên quan đến âm mưu.
Khoảng thời gian từ vụ va chạm đến khi đến bệnh viện bao gồm những sự việc sau đây: thời gian để dịch vụ cấp cứu đến nơi; thời gian để Sapeurs-Pompiers (dịch vụ cứu hỏa) của Paris đưa Diana ra khỏi chiếc xe đổ nát; và thời gian thực tế của hành trình đi từ nơi xảy ra vụ tai nạn đến bệnh viện. Cảnh sát Sébastien Dorzee và Lino Gagliadorne là những viên chức khẩn cấp đầu tiên đến hiện trường vào khoảng 12:30 đêm. Các trung sĩ Xavier Gourmelom và Philippe Boyer của Sapeurs-Pompiers đến nơi vào khoảng 12:32 đêm. Bác sĩ Jean-Marc Martino, chuyên gia gây mê và hồi sức cấp cứu và bác sĩ phụ trách xe cấp cứu của SAMU, đến vào khoảng 12:40 đêm. Diana được đưa ra khỏi xe lúc 1:00 sáng. Sau đó cô bị ngừng tim. Sau khi hồi sức tim phổi, tim cô bắt đầu đập trở lại. Cô được chuyển đến xe cứu thương SAMU lúc 1:18 sáng.
Xe cấp cứu rời khỏi hiện trường vụ tai nạn lúc 1:41 sáng và đến bệnh viện lúc 2:06 sáng—thời gian của hành trình này tốn khoảng 26 phút. Điều này bao gồm một chặng dừng ở nhà ga Gare d'Austerlitz theo lệnh của bác sĩ Martino vì huyết áp của Vương phi xứ Wales bị tụt và cần phải được cải thiện. Chiếc xe cấp cứu đã đi chậm theo hướng dẫn của bác sĩ. Bác sĩ lo ngại về huyết áp của Diana và những tác hại đến sức khỏe của cô khi xe giảm tốc và tăng tốc.
Xe cấp cứu SAMU chở Diana đi quá Bệnh viện Hôtel-Dieu trên phố Ile de la Cité khi đang trên đường đến Bệnh viện Pitié-Salpêtrière. Quyết định chuyển cô đến Bệnh viện Pitié-Salpêtrière được đưa ra bởi Tiến sĩ Marc Lejay, người đang làm nhiệm vụ điều động dịch vụ khẩn cấp tại Trung tâm Kiểm soát SAMU vào đêm hôm đó, sau khi hỏi ý kiến Tiến sĩ Derossi, người có mặt tại hiện trường. Bệnh viện Pitié-Salpêtrière là trung tâm tiếp nhận chính cho nhiều bệnh nhân bị chấn thương ở Paris. Hôtel-Dieu không được trang bị đủ để điều trị những vết thương của Diana. Lejay nói: "Bệnh viện Hôtel-Dieu trên phố 'Ile de la Cité' gần hơn nhưng không được trang bị với những đội phẫu thuật tim hoặc những đội phẫu thuật thần kinh hoặc những đội được đào tạo để điều trị bệnh nhân với nhiều chấn thương." Lejay cũng biết rằng Giáo sư Bruno Riou có ca trực tại Pitié-Salpêtrière vào đêm hôm đó và có đủ các kỹ năng cụ thể để chữa trị vết thương cho cô. Tiến sĩ Jean-Marc Martino ủng hộ quan điểm này.

## Ướp xác
Mohamed Al-Fayed cáo buộc rằng thi thể của Diana đã cố tình bị người ta ướp ngay sau khi cô qua đời để đảm bảo rằng bất kỳ xét nghiệm thai nào khi khám nghiệm tử thi sẽ cho ra kết quả sai.
Chiến dịch Paget phát hiện ra rằng ngày 31 tháng 8 năm 1997 là một ngày rất nóng ở Paris. Thi thể của Diana được cất giữ trong một căn phòng trống bên cạnh phòng cấp cứu mà tại đó cô được điều trị ở Bệnh viện Pitié-Salpêtrière, vì nhà xác nằm ở phía bên kia khuôn viên bệnh viện và cách đó một khoảng khá xa. Đá khô và máy điều hòa đã được đặt trong phòng để giữ lạnh cho phòng nhưng dường như nó đã không thành công trong việc này.
Hai chị gái của Diana và Thân vương Charles đã lên lịch xem thi thể vào cuối buổi chiều hôm đó trước khi đưa nó trở lại Vương quốc Anh. Tổng thống Jacques Chirac và vợ ông cũng mong muốn được đến thăm. Điều này có nghĩa là chỉ còn rất ít thời gian để chuẩn bị thi thể cho việc xem, và không thể trình bày thi thể của Diana cho gia đình của cô và cho Tổng thống Pháp trong tình trạng đương thời. Vì vậy, các nhân viên bệnh viện đã quyết định tiến hành ướp xác chỉ với sự cho phép bằng lời nói từ Madame Martine Monteil, giám đốc của cảnh sát địa phương, người đã cam đoan với Jean Monceau rằng "mọi thứ sẽ ổn cả". Theo luật của Pháp, các thủ tục giấy tờ cần phải được hoàn thành trước khi tiến hành ướp xác bất kỳ thi thể nào có khả năng sẽ khám nghiệm tử thi. Thủ tục giấy tờ này đã được hoàn thành, nhưng chỉ sau khi đã thực hiện việc ướp xác, làm dấy lên các cáo buộc về những tình tiết đáng ngờ. Các cáo buộc này vẫn được đưa ra mặc dù không có cách nào để những nhân viên bệnh viện có thể biết liệu Diana có mang thai hay không, vì xét nghiệm mang thai không liên quan đến việc điều trị cô sau khi gặp tai nạn và do đó đã không được thực hiện.

## Lực lượng Đặc nhiệm Không quân Anh (SAS)
Phiên toà quân sự của Xạ thủ SAS Danny Nightingale đã dẫn đến việc nhân chứng Lính N viết một bức thư và gửi cho bố mẹ vợ của anh, gây ra nhiều sự chú ý. Lính N, bạn cùng phòng cũ của Nightingale, đã phải ngồi tù vì tội cất giấu vũ khí và đạn dược trái phép. Vào ngày 17 tháng 8 năm 2013, Cảnh sát Thủ đô thông báo họ đang xem xét bằng chứng cho rằng Lính N đã đi khoe khoang rằng SAS là người đứng sau cái chết của Vương phi Diana. Bố mẹ của vợ đã ly thân của Binh sĩ N được đưa tin là đã viết thư cho sĩ quan chỉ huy của SAS, khẳng định rằng Lính N đã nói với vợ anh rằng đơn vị này đã "dàn xếp" cái chết của Diana và rằng nó đã bị "che đậy". Cảnh sát Quân sự Hoàng gia được cho là đã chuyển thông tin này đến Scotland Yard. Tuy nhiên, Scotland Yard nhấn mạnh rằng thông tin này sẽ không làm họ mở lại một cuộc điều tra và rằng họ đang kiểm tra "độ liên quan và độ tin cậy" của nó. Họ cũng xác nhận rằng họ cũng đang thông báo cho Thân vương Charles và Mohamed Al-Fayed khi cuộc kiểm tra sơ bộ vẫn đang diễn ra. Vào cuối tháng 11 năm 2013, Scotland Yard đã kết thúc quá trình xem xét các cáo buộc chống lại SAS và đưa ra một lời tuyên bố: "Dịch vụ Cảnh sát Thủ đô đã xem xét thông tin và đang trong quá trình đưa ra kết luận, [kết luận này] trước hết sẽ được thông báo đến cho gia đình và các bên liên quan, trước khi có thêm bất kỳ bình luận nào khác được đưa ra," Vào ngày 16 tháng 12, Sky News đưa tin rằng "không có bằng chứng đáng tin cậy" nào cho thấy SAS có liên quan đến cái chết của Vương phi và những người khác, và do đó không có lý do gì để mở lại cuộc điều tra.

## Thuyết âm mưu trong các thể loại khác
The Murder of Princess Diana (tạm dịch: Vụ Giết Vương phi Diana) là một cuốn sách bán chạy năm 2004 của nhà báo người Anh Noel Botham; nó đặt nghi vấn đối với phiên bản chính thức của sự kiện và ám chỉ một âm mưu được dàn dựng lên. Một phiên bản chuyển thể thành phim truyền hình viễn tưởng, The Murder of Princess Diana, sau đó đã được phát hành.
Unlawful Killing (tạm dịch: Giết Người Trái Luật), một bộ phim tài liệu của Anh về nói cái chết của Diana và Dodi, được công chiếu vào tháng 5 năm 2011 tại Cannes, trong khi lễ Liên hoan phim Cannes 2011 đang diễn ra. Đạo diễn của phim là Keith Allen và được tài trợ bởi Mohamed Al-Fayed. Bộ phim không được chiếu ở các rạp chiếu phim tại Anh; luật sư của các nhà sản xuất phim nói rằng cần cắt xén 87 đoạn phim mới có thể được phê duyệt và phát hành. Sau khi không đạt được bảo hộ trước hành động pháp lý có thể xảy ra, sau khi được cho là đã phân phối ở Hoa Kỳ, bộ phim đã bị huỷ công chiếu vào năm 2012.
Trong That Mitchell và Webb Look, một loạt các vở kịch mô tả một nhóm ba người gián điệp của chính phủ thảo luận về kế hoạch thực hiện các thuyết âm mưu phổ biến trong khi vô tình chỉ ra những lỗ hổng trong các kế hoạch đó, bao gồm một vở kịch xoay quanh cái chết của Diana. Vở kịch kết thúc với kế hoạch "xảy ra một cách ngẫu nhiên [chơi chữ do tai nạn]".